# Robert Vaughn
Pour les articles homonymes, voir Vaughn.
Robert Vaughn est un acteur américain né le 22 novembre 1932 à New York (État de New York) et mort le 11 novembre 2016 à Danbury (Connecticut),,.
Révélé dans le film Les Sept Mercenaires dont il fut pendant treize ans le dernier acteur survivant, il est particulièrement connu pour avoir tenu le rôle de Napoleon Solo dans la série Des agents très spéciaux et celui de Harry Rule dans la série Poigne de fer et séduction  ainsi que celui du général Hunt Stockwell dans la série L'Agence tous risques (sa carrière au cinéma s'étant toujours limitée à des seconds rôles — principalement des rôles d'hommes politiques).

## Biographie
Robert Vaughn est né à New York. Ses parents, d'origine irlandaise et de confession catholique, sont l'aspirante actrice Marcella Frances Gaudel (1908-1961) et Gerald Walter Vaughn (1902-1950), un comédien de série radio. Ses parents se séparent alors qu'il est encore jeune. Robert Vaughn part vivre avec sa mère à Minneapolis dans le Minnesota. Élève à l'École secondaire North Community (en), il est diplômé en journalisme de l'université du Minnesota. 
Il poursuit des études en arts et sciences appliquées en Californie à Los Angeles. Il est titulaire d'un doctorat en communication de l'université du Sud de la Californie, auteur d'une thèse publiée en 1972, sur les victimes de mise à l'index dans le show-biz.

### Carrière d'acteur

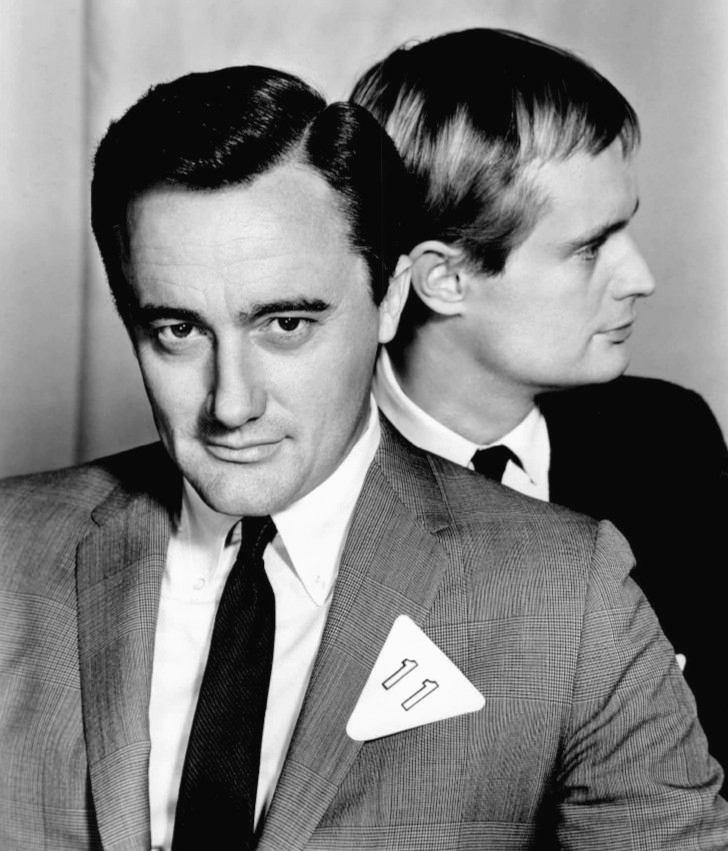
Robert Vaughn (Napoleon Solo) et David McCallum (Illya Kouriakine).

Parallèlement à ses études, Robert Vaughn commence à travailler en tant qu'acteur. Il fait sa première apparition à la télévision en 1955 dans un épisode de la série Medic intitulé Black Friday. Il jouera plus de 200 personnages dans des films, des téléfilms et des séries. 
Il tient son premier rôle cinématographique dans Les Dix Commandements. Son rôle est mineur et n'est pas crédité au générique. 
Sa première prestation cinématographique créditée a lieu en 1957 quand il joue dans Le Carrefour de la vengeance où il tient le rôle de Bob Ford, l'assassin de Jesse James.
Sa prestation dans The Young Philadelphians (1959) lui vaut d'être proposé pour l'Oscar du meilleur second rôle. Mais c'est son rôle de Lee dans Les Sept Mercenaires qui lui permet d'acquérir une stature nationale et internationale. Il reprendra un rôle similaire en 1980 dans l'adaptation futuriste, Les Mercenaires de l'espace puis celui du juge Oren Travis dans la série éponyme (1998-2000).
De 1964 à 1968, il joue le rôle de Napoléon Solo dans la série Des agents très spéciaux au côté de l'acteur britannique David McCallum. Le succès de cette série permet le développement de merchandising ainsi que de suites sous la forme de téléfilm dans les années 1980. 
Par la suite abonné aux seconds rôles de premier plan, Robert Vaughn joue en 1968 le rôle d'un homme politique ambitieux dans le film Bullitt, aux côtés de Steve McQueen. 
Parallèlement, l'acteur s'engage dans la vie politique américaine. Membre du parti démocrate, il est sollicité par la branche californienne de ce dernier pour se présenter contre Ronald Reagan, candidat républicain au poste de gouverneur de Californie en 1966. Vaughn refuse cependant et apporte son soutien à Edmund Brown qui est largement battu par Reagan. Opposé à la guerre du Viêt Nam et ami proche de Robert Kennedy, il soutient sa candidature en 1968 quand celui-ci recherche l'investiture du parti démocrate.
À quelques exceptions près, la carrière de Robert Vaughn se cantonne par la suite à des prestations de premier ou second ordre à la télévision ou dans des films de série B où il arbore avec conviction un flegme et une nonchalance sans faille. On peut noter son rôle récurrent d'Oren Travis dans la série télévisée Les Sept Mercenaires (1998-2000).

### Vie privée
Robert Vaughn se marie en 1974 à l'actrice Linda Staab. N'ayant jamais pu avoir d'enfant, ils en adoptèrent deux, un garçon, Cassidy (né en 1976) et une fille, Caitlin (née en 1981).

### Mort
Robert Vaughn meurt d'une courte leucémie aiguë le 11 novembre 2016 à Danbury, entouré de sa famille. Conformément à ses dernières volontés, après sa crémation, ses cendres ont été remises à sa famille.

## Filmographie

### Cinéma
- 1956 : Les Dix Commandements (The Ten Commandments) de Cecil B. DeMille : un Hébreu
- 1957 : No Time to be Young de David Lowell Rich : Buddy Root
- 1957 : Le Carrefour de la vengeance (it) (Hell's crossroads) de Franklin Adreon : Bob Ford
- 1958 : Teenage Cave Man de Roger Corman : The Symbol Maker's teenage son
- 1959 : Terre de violence (Good Day for a Hanging) de Nathan Juran : Eddie Campbell
- 1958 : Unwed Mother de Walter Doniger : Don Bigelow
- 1959 : Ce monde à part (The Young Philadelphians) de Vincent Sherman : Chester A. 'Chet' Gwynn
- 1960 : Les Sept Mercenaires (The Magnificent Seven) de John Sturges : Lee
- 1961 : The Big Show (en) de James B. Clark : Klaus Everard
- 1963 : La Cage aux femmes (The Caretakers) de Hall Bartlett : Jim Melford
- 1965 : Le Mystère de la chambre forte (The Spy with My Face) de John Newland : Napoleon Solo
- 1966 : Un espion de trop (One Spy Too Many) de Joseph Sargent : Napoleon Solo
- 1966 : L'Espion au chapeau vert (The Spy with the green hat) de Joseph Sargent : Napoleon Solo
- 1967 : Minuit sur le grand canal (The Venetian Affair) de Jerry Thorpe : Bill Fenner
- 1967 : Tueurs au karaté (The Karate Killers) de Barry Shear
- 1968 : Bullitt de Peter Yates : le sénateur Walter Chalmers
- 1968 : Espions en hélicoptère (The Helicopter Spies) de Boris Sagal : Napoleon Solo
- 1968 : Le Maître du monde (How to Steal the World) de Sutton Roley : Napoleon Solo
- 1969 : Le Pont de Remagen (The Bridge of Remagen) de John Guillermin : Maj. Paul Kruger
- 1969 : Mardi, c’est donc la Belgique (If It's Tuesday, This Must Be Belgium) de Mel Stuart : Antonio, le photographe
- 1970 : The Mind of Mr. Soames de Alan Cooke : Dr Michael Bergen
- 1970 : Jules César (Julius Caesar) de Stuart Burge : Casca
- 1971 : Le Plaisir des dames (The Statue) de Rod Amateau : Ray
- 1971 : Pigeon d'argile (Clay Pigeon) Lane Slate et Tom Stern : Neilson
- 1974 : The Man from Independence de Jack Smight : Harry S. Truman
- 1974 : La Tour infernale (The Towering inferno) de John Guillermin et Irwin Allen : Sénateur Gary Parker
- 1975 : La Baby-Sitter de Rene Clement : Stuart Chase
- 1976 : Atraco en la jungla de Gordon Hessler : Tony
- 1977 : L'Invasion des soucoupes volantes (Starship Invasions) de Ed Hunt : Allan Duncan
- 1978 : The Lucifer Complex de Kenneth Hartford et David L. Hewitt (en) : Glen Manning
- 1978 : La Cible étoilée (Brass Target) de John Hough : col. Donald Rogers
- 1979 : Good Luck, Miss Wyckoff de Marvin J. Chomsky : Dr Neal
- 1980 : Cuba Crossing de Chuck Workman : Hud
- 1980 : Virus (Fukkatsu no hi) de Kinji Fukasaku : Sénateur Barkley
- 1980 : Les Mercenaires de l'espace (Battle beyond the stars) de Jimmy T. Murakami : Gelt
- 1980 : Space Connection (Hangar 18) de JamesL. Conway : Gordon Clain
- 1981 : S.O.B. de Blake Edwards : David Blackman
- 1983 : Veliki transport de Veljko Bulajic : Dr Emil Kovac
- 1983 : Superman 3 de Richard Lester : Ross Webster
- 1986 : Sans issue (Black Moon Rising) de Harley Cokeliss : Ed Ryland
- 1986 : The Delta Force de Menahem Golan : Gen. Woodbridge
- 1987 : L'Heure du massacre (Hour of the Assassin) de Luis Llosa : Sam Merrick
- 1987 : Skeleton Coast de John Bud Cardos : Col. Schneider
- 1987 : L'Attaque des morts-vivants (Killing Birds - uccelli Assassini) de Claudio Lattanzi et Joe D'Amato : Dr Fred Brown
- 1987 : Renegade de Enzo Barboni  : Lawson
- 1988 : Un vol pour l'Enfer (Captive Rage) de Cedric Sundstromm : Eduard Delacorte
- 1989 : La Rivière de la mort (River of Death) de Steve Carver : Wolfgang Manteuffel
- 1989 : That's Adequate de Harry Hurwitz : Adolf Hitler
- 1989 : Brutal Glory de Koos Roets : Max Owens
- 1989 : Transylvania Twist de Jim Wynorski : Lord Byron Orlock
- 1989 : C.H.U.D II - Bud the C.H.U.D de David Irving : colonel Masters
- 1990 : Personne n'est parfaite (Nobody's perfect) de Robert Kaylor : Dr Duncan
- 1990 : Going Under de Mark W. Travis : Wedgewood
- 1990 : L'Emmuré vivant (The Buried) de Gerard Kikoine : Gary
- 1992 : Blind Vision de Shuky Levy : Mr. X
- 1993 : Witch Academy : le diable
- 1994 : Dust to Dust de Gerald Cain : Sampson Moses
- 1996 : Milk Money de Michael Bergmann : oncle André
- 1996 : Bienvenue chez Joe (Joe's Apartment) de John Payson : sénateur Dougherty
- 1997 : Motel Blue de Sam Firstenberg : Chef Macintyre
- 1997 : Liaisons scandaleuses (en) (An American Affair) de Sebastian Shah : prof. Michaels
- 1997 : Menno's Mind de Jon Kroll : Sénateur Zachary Powell
- 1997 : Vulcan de Cirio H. Santiago : Baxter
- 1998 : Baseketball de David Zucker : Baxter Cain
- 1998 : Visions de David McKenzie : agent Silvestri
- 1998 : The Company Man : Control 5
- 1998 : McCinsey's Island : Walter Denkins
- 1998 : L'Armée du silence (The Sender) de Richard Pepin : Ron Fairfax
- 2001 : Pootie Tang : Dick Lecter
- 2002 : Cottonmouth de James Dalthorp : juge Mancini
- 2003 : Hoodlum & Son de Ashley Way: Benny Palladino
- 2003 : Happy Hour : Tulley Sr
- 2004 : Scene Stealers : Dr Gadsden Braden
- 2004 : THe Warrior Class de Alan Hruska : Braddock
- 2004 : Gang Warz de Chris McIntyre : Chef Hannigan
- 2004 : 2BPerfectlyHonest de Randel Cole : Nick

### Télévision
- 1955 : Medic : Charles A. Leale
- 1956 : The West Point Story (en) : Cadet Homoroff
- 1956-1957 : Zane Grey Theater : Billy Jack / Johnny
- 1956-1957 : Gunsmoke : Andy Bowers / Enfant cowboy dans la carte
- 1957 et 1959 : Playhouse 90 : Earl Randolph / Steve Sprock
- 1957 et 1961 : Tales of Wells Fargo : Billy Brigode / Billy the Kid
- 1958 : Mike Hammer : Hank Barlow
- 1958 : Jefferson Drum : Shelly Poe
- 1958 : L'Homme à la carabine (The Rifleman) : Marshal Dan Willard
- 1958 et 1960 : La Grande Caravane (Wagon Train) : Roger Bigelow / Roy Pelham
- 1959 : Zorro : Miguel Roverto - épisode Étincelles de revanche
- 1959 : Bronco (en) : Sheriff Lloyd Stover
- 1959 : Alfred Hitchcock Presents Dry Run (Galop d'essai) : Art
- 1960 : Laramie : Sandy Kayle
- 1960 : Échec et Mat (Checkmate) : Abner Benson
- 1960 : Thriller
- 1961 : Target: The Corruptors! : Lace
- 1961 : Ombres sur le soleil : Albert / Ralph Borden
- 1962 : Bonanza : Luke Martin
- 1962-1963 : The Eleventh Hour : Peter Warren / St. Mark
- 1963 : Les Incorruptibles (The Untouchables) : Charlie Argos
- 1963 : Boston Terrier : A. Dunster Lowell
- 1963 : Le Virginien (The Virginian) : Simon Clain
- 1963-1964 : The Lieutenant : Capitaine Ray Rambridge
- 1964-1968 : Des agents très spéciaux (The Man from U.N.C.L.E.) : Napoléon Solo
- 1965-1966 : The Red Skelton Show : Victor Virtue / Officier McGuire
- 1966 : Annie, agent très spécial (The Girl from U.N.C.L.E.) : Napoleon Solo
- 1972 : The Woman Hunter : Jerry Hunter
- 1972-1974 : Poigne de fer et séduction (The Protectors) : Harry Rule
- 1975 : Columbo : Eaux troubles (Troubled Waters) : Hayden Danzinger
- 1975-1976 : Sergent Anderson (Police Woman) : Lou Malik / Andrew Simms
- 1976 : Columbo : La Montre témoin (Last Salute to the Commodore) : Charles Clay
- 1976 : Captains and the Kings : Charles Desmond
- 1976 : Kiss Me, Kill Me : Edward Fuller
- 1977 : Intrigues à la Maison Blanche (Washington: Behind Closed Doors) : Frank Flaherty
- 1978 :  The Islander : Sen. Gerald Stratton
- 1978-1979 :  Colorado : Morgan Wendell
- 1979 : Hawaï police d'État (Hawaii Five-O) : Rolande
- 1979 : The Rebels : Seth McLean
- 1979 : Mirror, Mirror : Michael Jacoby
- 1980 : City in Fear : Harrison Crawford III
- 1980 : Le journaliste de gauche (The Columb Gossith) : Mark Case
- 1981 : Le Prix de l'honneur (A Question of Honor) : Frederick Walker
- 1981 : La croisière s'amuse (The Love Boat) : Charlie Paris
- 1982 : Terreur mortelle (Fantasies) : Girard
- 1983 : Hôtel : Troy
- 1983 : Le Retour des agents très spéciaux : Napoléon Solo
- 1983-1984 : Scandales à l'Amirauté : Harlan Adams
- 1984 : Le voyageur (The Hitchhiker) : Dr Christopher Hamilton
- 1985 : Private Sessions : Oliver Coles
- 1985, 1989 et 1992 : Arabesque (Murder She Wrote) : Charles Winthrop / Edwin Chancellor / Gideon Armstrong
- 1986-1987 : L'Agence tous risques (The A-Team) : Général Hunt Stockwell
- 1986 :  Stingray : Nameless Master Villain
- 1986 : Murrow : Président Franklin Delano Roosevelt
- 1987 : Nightstick : Ray Melton
- 1987 : Desperado : Sheriff John Whaley
- 1988 : Ray Bradbury présente (The Ray Bradbury Theater) : Huxley
- 1989 : Rick Hunter : Chef Adjoint Curtis Moorehead
- 1990 : Perry Mason - La gamine insupportable (Perry Mason: The Case of the Defiant Daughter) : Jay Corelli
- 1990 : Dark Avenger : Commissaire Peter Kinghorn
- 1992 : Tatort : Colonel Gavron
- 1992 : Lincoln : Isaac Arnold (Voix)
- 1993-1994 : Kung Fu, la légende continue (Kung fu: The Legend Continues) : Rykker
- 1994 : Les anges de la ville (Sirens) : Ned Whelan
- 1994 : W.S.H. : Macoute
- 1995 : L'Homme à la Rolls (Burke's Law) : William Shane
- 1995 : Le mystère de la montagne ensorcelée (Escape to Witch Mountain) : Edward Bolt
- 1995 : As the World Turns : Rick Hamlin
- 1995 : Danse pour moi (Dancing in the Dark) : Dennis Forbes
- 1996 : On ne vit qu'une fois (One Life to Live) : Bishop Carrington
- 1996 : Walker, Texas Ranger : Dr Stewart Rizor
- 1996-1997 : Diagnostic : Meurtre (Diagnosis Murder) : Alexander Drake / Bill Stratton
- 1996 et 1998 : Une nounou d'enfer (The Nanny) : James Sheffield
- 1997-1998 : New York, police judiciaire (Law & Order) : Carl Anderton
- 1998 : L'expérience fatale (Host) : Adam Spring
- 1998-2000 : Les Sept Mercenaires (The Magnificent Seven) : Juge Oren Travis
- 1999 : The Sentinel : Vince Deal
- 1999 : La Cour de récré (Recess) : M. White
- 2004-2010 : Les Arnaqueurs VIP (Hustle) : Albert Stroller
- 2006 : New York, unité spéciale (saison 8, épisode 2) : Tate Speer
- 2008 : Little Britain USA : Paul Getty II
- 2008 : The Verdict : Lucius
- 2015 : New York, unité spéciale (saison 16, épisode 16) : Walter Briggs

## Voix françaises
En France, Robert Vaughn a eu diverses voix françaises. Parmi les plus courantes, citons Claude Joseph puis Roger Rudel. Plus occasionnellement, Vaughn a été aussi doublé par Louis Velle dans Bullitt, Philippe Dumat dans Delta Force, Jacques Deschamps dans la série Arabesque, Marc de Georgi puis Jacques Richard dans la série Une nounou d'enfer ou encore Bernard Woringer puis Dominique Paturel dans la série Les Arnaqueurs VIP.